# RTL ZWEI
Pour les articles homonymes, voir RTL2 (homonymie).
Ne doit pas être confondu avec RTL2 ou RTL Kettő (RTL2).
RTL ZWEI (anciennement RTL 2 puis RTL II) est une chaîne de télévision généraliste commerciale privée allemande destinée aux adolescents et jeunes adultes.

## Histoire de la chaîne
RTL II (RTL 2) était un projet de chaîne francophone axée sur les séries les téléfilms et les films en franco-européen qui devait remplacer RTL TV en 1991 sur le câble français et belge ainsi que sur les satellites ASTRA. Le projet avorté à la demande du ministère de la culture de l'époque, la CLT se rabattra alors sur le marché allemand et créera la société RTL II Fernsehen GmbH & Co. KG.
Le 26 septembre 1992, RTL II devait commencer à émettre mais cependant, le lancement de la chaîne fut retardé jusqu'en 1993 car le LPR Hessen, le " CSA " du land de Hesse, souleva à plusieurs reprises certaines préoccupations concernant la structure de l'actionnariat de la chaîne auprès des autorités allemandes des médias. Les participations au capital de la chaîne (RTL Television, CLT, Bertelsmann, Burda et FAZ) durent être réduites à moins de 25 % afin que la licence de diffusion puisse être attribuée à RTL. La chaîne commença à émettre le 6 mars 1993 à 6 h 09, en remplacement de Screensport (qui avait cessé ses activités cinq jours auparavant en raison de sa fusion avec Eurosport) sur le service par satellite Astra.

## Identité visuelle
L'identité visuelle de la chaîne a très souvent changé en dix ans, reflétant les difficultés de RTL II à incarner la chaîne généraliste dynamique et provocante qu'elle voudrait être, alors qu'elle est encore perçue comme une chaîne « trash » à la suite des programmes violents et érotiques qu'elle a diffusés à ses débuts et d'un traitement de l'information un peu trop sensationnaliste. Son nouveau logo plus adulte avec le 2 en chiffres romains (le « bouton pause ») tente de traduire cette nouvelle identité.
À partir du 7 octobre 2019, une nouvelle identité visuelle est mise en place. Le nouveau logo conserve toujours le 2 en chiffres romains mais sont placés un peu de travers. Cependant, le cercle du logo a été remplacé par un carré qui comporte toutefois deux découpes sur le côté haut et bas. La principale nouveauté réside dans la numérotation où le chiffre. II est également indiqué en lettres (soit ZWEI en allemand) à côté du terme RTL qui, lui, voit sa typographie d'écriture changé pour se rapprocher du logo des autres radios du groupe RTL dans le monde. Le nouveau logo conserve néanmoins sa déclinaisons en couleurs en fonction des programmes présentés bien qu'il y ait un peu moins de couleurs représentés que précédemment.

### Logos

Logo de RTL 2 de 1991 à 1993 (Franco-Européenne) puis de 1993 au 5 avril 1996 (Allemande)
Logo de RTL 2 du 6 avril 1996 à 1999
Logo de RTL II de 1999 à 2002
Logo de RTL II de 2002 à l'été 2009
Logo de RTL II de l'été 2009 au 8 août 2011
Logo de RTL II du 9 août 2011 au 2 février 2015
Logo du 2 février 2015 au 6 octobre 2019
Logo de RTL II HD du 2 février 2015 au 6 octobre 2019
Logo de RTL II depuis le 7 octobre 2019

### Slogan
- 2009-2014 : « It's fun » (C'est marrant)
- Depuis 2016 : « Zeig mir mehr » (Montre-moi plus)

## Organisation

### Dirigeants
Directeur général :
- Jochen Starke : depuis février 2005

Directeur de l'information :
- Jürgen Ohls

### Capital
Le capital de RTL II Fernsehen GmbH & Co. KG est détenu à 35,9 % par RTL Deutschland, filiale à 100 % de RTL Group, à 31,5 % par Bauer Verlagsgruppe, à 31,5 % par Leonine Holding GmbH et à 1,1 % par Hubert Burda Media.

### Siège
L'entreprise a son siège au sud de Munich, dans la commune de Grünwald, près des studios de cinéma Bavaria-Film. Seule la rédaction de l'information de RTL II se situe à Cologne, où elle partage les moyens de la chaîne RTL Television.

## Programmes
RTL II est une chaîne à destination d'un public jeune. Elle reste spécialisée dans la diffusion d'émissions dites de télé réalité, des docu-soaps ou des séries télévisées. Elle diffuse des animes tous les après-midi et également de l'information via son bulletin RTL News. Elle propose aussi régulièrement des films indiens dans une case horaire intitulée Bollywood@RTL II.
Elle a récemment[Quand ?] amélioré la qualité de ses programmes en diffusant des magazines scientifiques et des documentaires[Interprétation personnelle ?] sans rencontrer un grand succès d'audience.[réf. souhaitée]

### Télé-réalité et "docu-soaps"
- Big Brother, version allemande de Loft Story qui en est actuellement à sa 6e édition sur la chaîne. Cette nouvelle saison de l'émission de télé réalité se déroule dans un mini-village reconstitué dans lequel les participants sont séparés en trois groupés sociaux selon leur richesse.
- Popstars, la première émission de casting à la télévision allemande avait débuté en 2000 sur RTL II avant de migrer vers la chaîne ProSieben à la suite de son succès.
- Frauentausch, plus connu en France sous le nom de On a échangé nos mamans.
- Die Supermamas, deux femmes qui aident les parents en difficulté avec leurs enfants, elle est comparable à l'émission Super Nanny.
- RTL II News (de), programme d'information et d'actualités du jour adaptés aux jeunes.

### Audiences
| 1993 : 2,6 % | 1994 : 3,8 % | 1995 : 4,6 % | 1996 : 4,5 % | 1997 : 4,0 % |
| 1998 : 3,8 % | 1999 : 4,0 % | 2000 : 4,8 % | 2001 : 4,4 % | 2002 : 3,8 % |
| 2003 : 4,6 % | 2004 : 4,9 % | 2005 : 4,2 % | 2006 : 3,8 % |              |

RTL II a enregistré ses meilleures audiences en 2000 et 2004, principalement grâce à la diffusion de Big Brother.

## Diffusion
RTL II est diffusée sur la télévision numérique terrestre allemande, le câble, le satellite Astra de 1991 à 1993 en franco-européen puis depuis 1993 en allemand et sur la télévision IP de Vodafone. Elle est aussi diffusée par câble et satellite en Autriche et en Suisse avec des publicités et programmes produits localement.